# نهر آتشيه

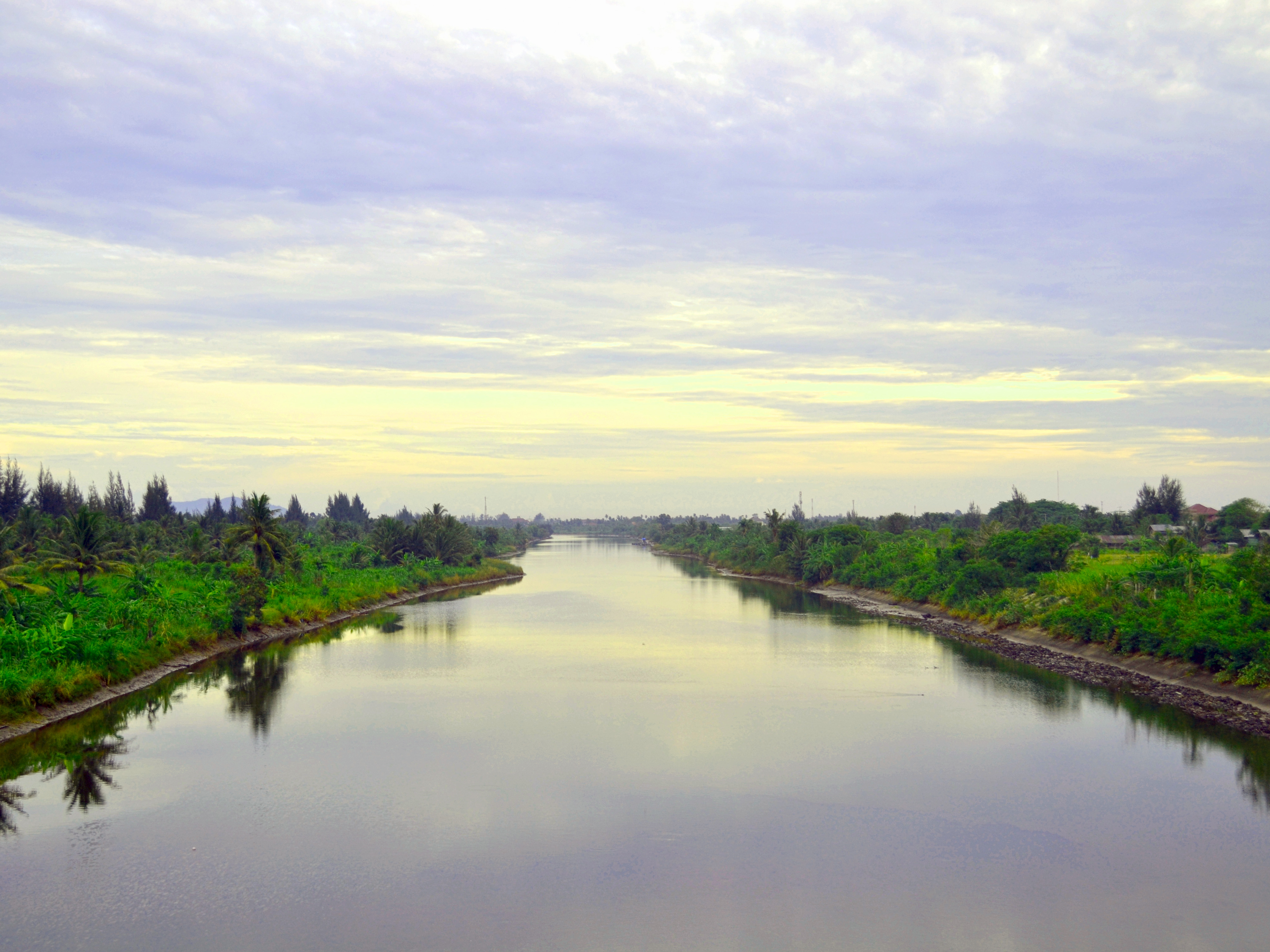
فيضان نهر آتشيه

نهر آتشيه (بالآتشية : Krueng Aceh، بالاندنوسية : Sungai Aceh) يقع في جزيرة سومطرة في إندونيسيا وينبع من جبال آتشيه ويصب في مضيق ملقا.
النهر لديه تدفق يصل إلى 30000 متر مكعب في الثانية. في كثير من الأحيان غمر هذا التدفق الهائل باندا آتشيه والأرض المنبع من المدينة.

## الوقاية من الفيضانات
قدمت الحكومة اليابانية لإندونيسيا حزمة مساعدات للحد من الفيضانات. من 1986-1992 المستشارين الياباني في «المحيط الهادي للاستشارات الدولية» مع المقاولين اليابانيين والكوريين والإندونيسيين أعادوا بناء مانع فياضانات 25 كم وبناء قناة تحويل منعت تقريبا بشكل كامل حدوث فيضانات.